# 騎西町

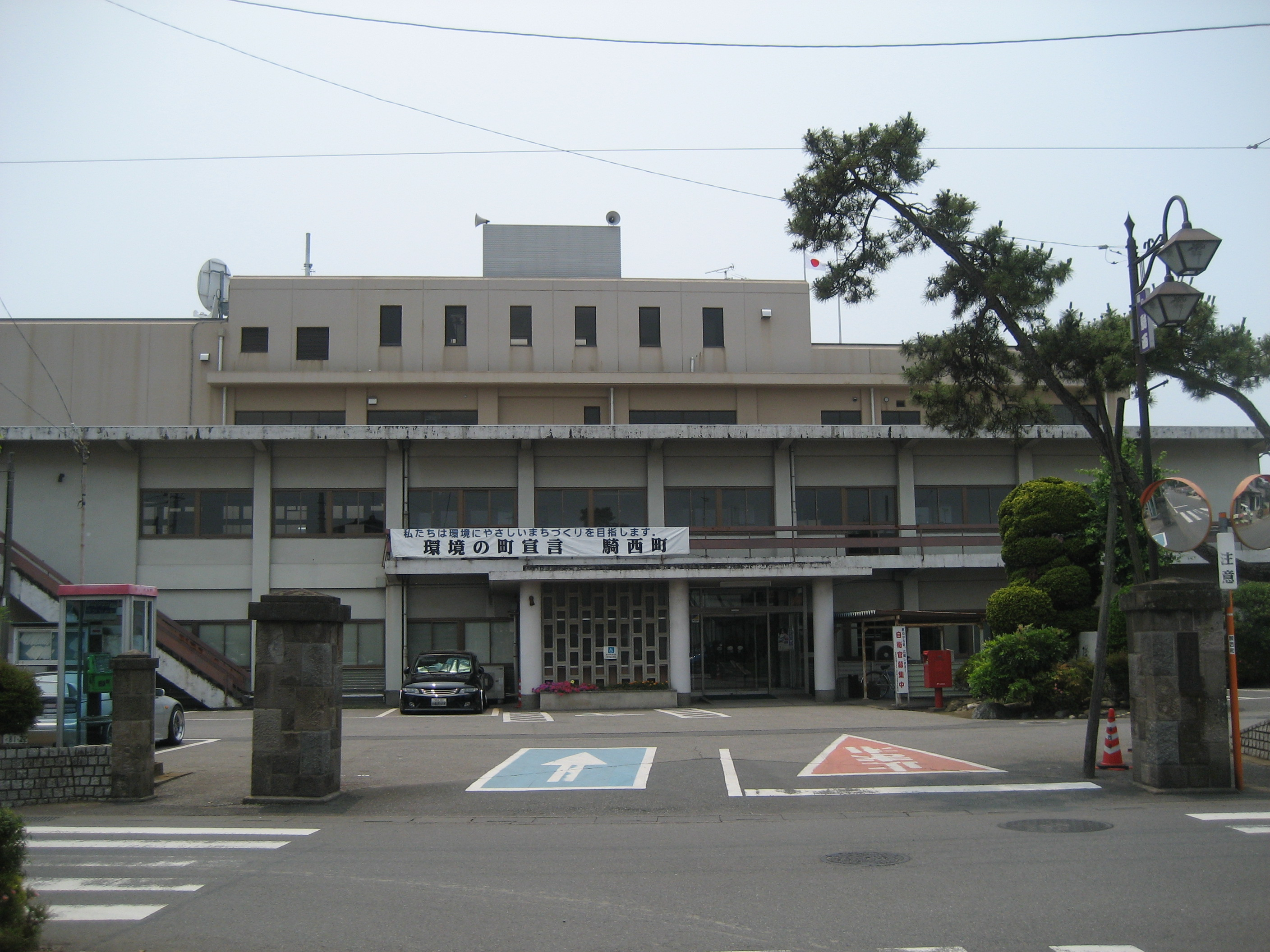
吉西町政府大樓。 現在是加須市政府辦公室。

騎西町（日语：／ Kisai machi */?）是埼玉縣東部的一個人口約2万人的町。已於2010年3月23日與加須市、北川邊町、大利根町合併為新設置的加須市。

## 历史
- 1889年4月1日 - 町村制施行，北埼玉郡騎西町・外川村・下崎村合併，騎西町成立。
- 1943年4月1日 - 北埼玉郡騎西町・田谷村・種足村・鴻茎村・高柳村合併。
- 1946年5月1日 - 北埼玉郡騎西町分為騎西町・田谷村・種足村・鴻茎村・高柳村。
- 1954年10月1日 - 北埼玉郡騎西町・田谷村・種足村・鴻茎村合併。
- 1955年3月20日 - 北埼玉郡高柳村編入。